# عشار عملاق
العشار العملاق أو العشر أو أشخر نوع نباتي ينتمي إلى جنس العشار من الفصيلة الدفلية.

## الموئل والانتشار
نبات ينتشر في ماليزيا وإندونيسيا وتايلاند والفلبين والصين والهند وسريلانكا.